# 馬卡姆河

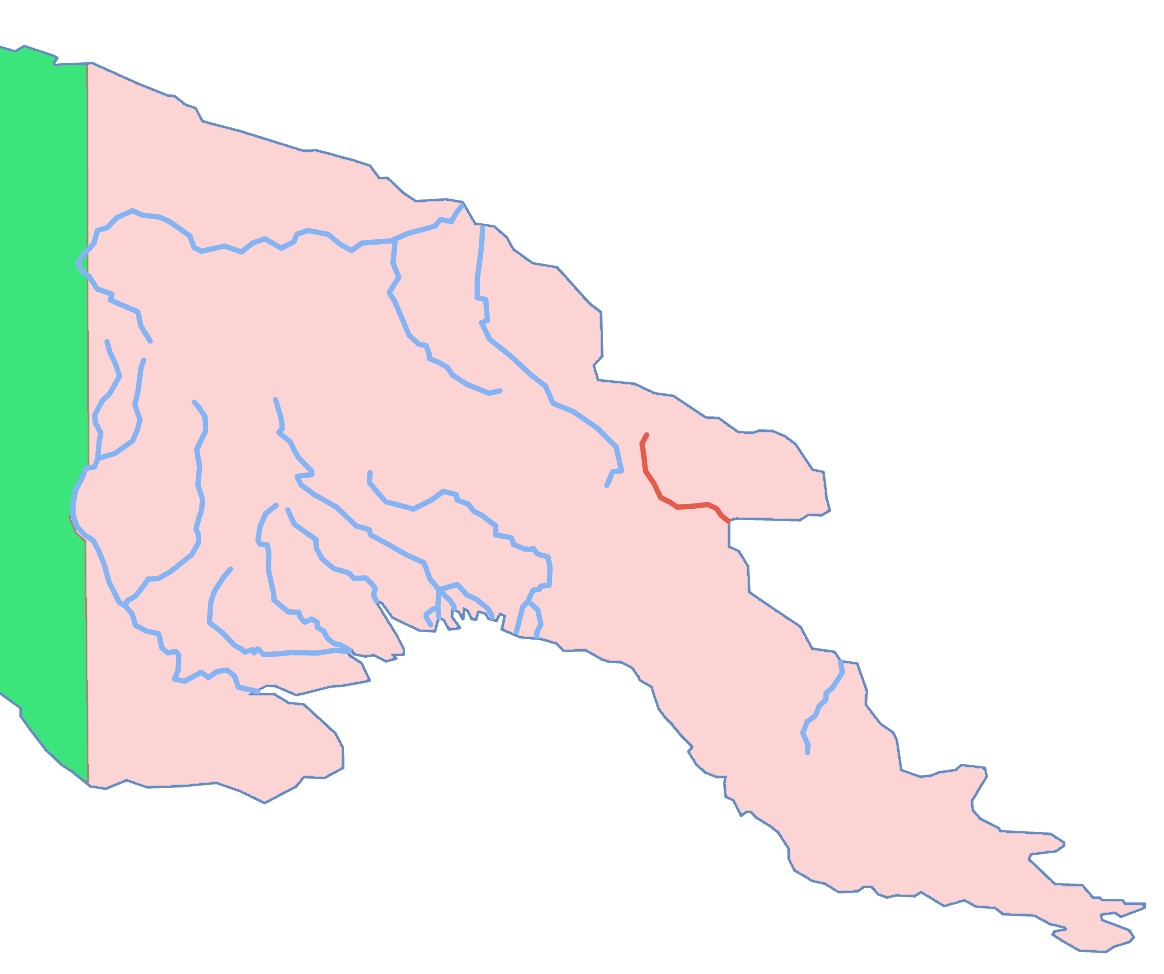
馬卡姆河地圖

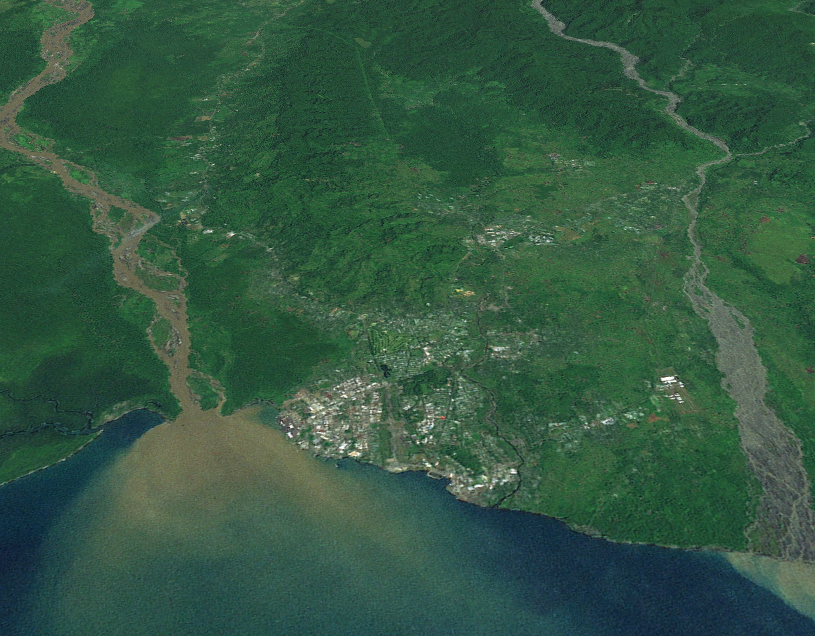
馬卡姆河河口，右側為萊城

馬卡姆河是巴布亞新幾內亞的河流，位於該國東北部，河道全長180公里，發源自菲尼斯特雷嶺，最終在萊城注入所羅門海的休恩灣。